# Corrector de textos
|  | No s'ha de confondre amb Corrector ortogràfic. |

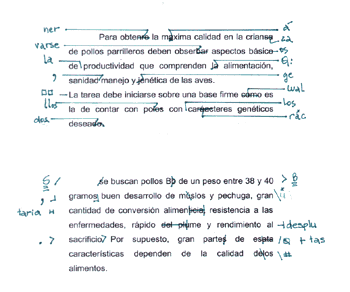
Mostra de correcció de galeres (en el procés de correcció del text.

Un corrector de textos  és el professional encarregat de corregir textos amb l'objectiu que s'adeqüin a la normativa, siguin clars, concisos i harmònics. El corrector afegeix valor al text i el fa intel·ligible per al destinatari. Corregeix l'ortografia, la gramàtica, la sintaxi, l'ortotipografia, l'estil, el format i la precisió fàctica (gairebé mai el contingut) del text d'un diari o un llibre abans que passin a l'etapa d'impressió.
La revisió del text pot ser només una revisió de l'original (gramàtica, ortografia i redacció), i també una revisió literària (estil i contingut). En alguns contextos el revisor pot ser el professional a càrrec d'analitzar un text escrit del punt de vista de l'ortografia i la gramàtica i també amb l'objectiu d'assenyalar suggeriments per millorar l'estructura del text. Una bona revisió literària té en compte la possibilitat d'assolir una lectura més clara, concisa i harmònica.
En anglès hi ha diferència entre copy editing (correcció de còpia) i edition (correcció, en general, que pot canviar la substància del text).
El 27 d'octubre se celebra el Dia del Corrector en commemoració del naixement d'Erasme de Rotterdam.

## Revisió de textos (proofing)
La correcció de textos es fa abans de la revisió de textos (abans anomenada «revisió de proves de galerada»), que és l'últim pas en el cicle editorial.

## En diaris
En l'àmbit periodístic, la professió de corrector l'exerceixen els correctors, filòlegs o periodistes.

## Història
En el passat, la professió del corrector de galerades era una forma de vida lucrativa, ja que la cura de la seva tasca podia estalviar una fortuna, a causa de l'alt cost de corregir les planxes de lletres ja armades.
En el cas que el corrector deixés escapar errors greus, el seu treball no era pagat. Aquesta posició prominent del corrector neix a l'Edat Mitjana, quan eren realment poques les persones que dominaven l'idioma amb correcció.
Els autors escrivien sovint d'acord amb com sonaven les paraules.
L'editor generalment era expert en grec i llatí, i en les ciències més importants de l'època: medicina, teologia i filosofia.
En el terme  copy editing  (correcció de còpies), «còpia» es referia a passar a màquina el text per a la composició tipogràfica, impressió o publicació.

## En altres països
Als Estats Units i el Canadà, un editor que fa aquesta feina s'anomena  copy editor  (corrector de còpies).
En una organització editora, el corrector de més alt rang, o el corrector que supervisa un grup de correctors, és el  copy chief  (cap de còpies),  copy desk chief  (cap de correctors de còpies) o  news editor  (corrector de notícies).
Al Regne Unit i altres països que segueixen la nomenclatura britànica, el terme  copy editor  es fa servir exclusivament en l'àmbit de la publicació de llibres.
En canvi, en diaris i revistes s'utilitza  sub-editor  (o  subeditor ), comunament apocopada  sub .
També s'usa el verb  sub  en reemplaçament de  subedit .
El subeditor principal es diu  chief sub-editor  (subeditor en cap).
Com suggereix el prefix  sub , els correctors de còpies tenen menys autoritat que els  editors  (correctors comuns).